# Guadiana Menor
Der Guadiana Menor ist ein Fluss in der Provinz Granada in Andalusien, Spanien.
Er entsteht am Zusammenfluss von Rio Guardal und Rio Guadalentin im Embalse del Negratín. Er hat mit 7251 km² das zweitgrößte Einzugsgebiet, nach dem Río Genil, eines Nebenflusses des Guardalquivir.